# Derde klasse 1954-55 (voetbal België)
Het seizoen 1954-55 was de 26e editie van de Belgische Derde Klasse voetbal. De competitie ging van start in de zomer van 1954 en eindigde in het voorjaar 1955.
KFC Herentals en RRC Tournaisien werden kampioen en promoveerden naar Tweede Klasse.

## Gedegradeerde teams
Volgende twee teams waren gedegradeerd uit de Tweede Klasse 1953-54 voor de start van het seizoen:
- RUS Tournaisienne (voorlaatste) degradeerde na 6 seizoenen in 1e en 2e klasse
- K. Tubantia FC (laatste) degradeerde na 1 seizoen in 2e klasse.

## Gepromoveerde teams
Volgende vier teams waren gepromoveerd uit de Vierde Klasse 1953-54 voor de start van het seizoen:
- R. Racing FC Montegnée (kampioen reeks A) promoveerde na 2 seizoenen terug naar 3e nationale.
- RFC Bressoux (kampioen reeks B) promoveerde na 2 seizoenen terug naar 3e nationale.
- RAA Louviéroise (kampioen reeks C) promoveerde na 1 seizoen terug naar 3e nationale.
- KSV Waregem (kampioen reeks D) promoveerde na 2 seizoenen terug naar 3e nationale.

## Deelnemende teams
Volgende 32 ploegen speelden in het seizoen 1954-55 in Derde Klasse. Ze werden onderverdeeld in 2 reeksen van 16 clubs. Bij elke ploeg wordt het stamnummer aangegeven. De nummers komen overeen met de plaats in de eindrangschikking.

### Reeks A
| Stam- nummer | Club                   | Plaats        |    |
| ------------ | ---------------------- | ------------- | -- |
| 97           | KFC Herentals          | Herentals     | 1  |
| 3434         | VV Patro Eisden        | Eisden        | 2  |
| 54           | K. Tongerse SV Cercle  | Tongeren      | 3  |
| 17           | RFC Sérésien           | Seraing       | 4  |
| 156          | UR Namur               | Namen         | 5  |
| 148          | KFC Turnhout           | Turnhout      | 6  |
| 85           | K. Willebroekse SV     | Willebroek    | 7  |
| 64           | K. Tubantia FC         | Borgerhout    | 8  |
| 3229         | Voorwaarts Tienen      | Tienen        | 9  |
| 18           | R. Stade Louvaniste    | Leuven        | 10 |
| 23           | RFC Bressoux           | Luik          | 11 |
| 82           | AS Herstalienne SR     | Herstal       | 12 |
| 223          | K. Daring Club Leuven  | Leuven        | 13 |
| 77           | R. Racing FC Montegnée | Saint-Nicolas | 14 |
| 71           | K. Patria FC Tongeren  | Tongeren      | 15 |
| 190          | R. Stade Waremmien     | Borgworm      | 16 |

### Reeks B
| Stam- nummer | Club                         | Plaats       |    |
| ------------ | ---------------------------- | ------------ | -- |
| 36           | RRC Tournaisien              | Doornik      | 1  |
| 90           | KSC Eendracht Aalst          | Aalst        | 2  |
| 12           | RCS Brugeois                 | Brugge       | 3  |
| 57           | KAV Dendermonde              | Dendermonde  | 4  |
| 4451         | KSV Waregem                  | Waregem      | 5  |
| 93           | RAA Louviéroise              | La Louvière  | 6  |
| 46           | RFC Renaisien                | Ronse        | 7  |
| 451          | RCS de Schaerbeek            | Schaarbeek   | 8  |
| 167          | RSC Boussu-Bois              | Boussu       | 9  |
| 51           | RCS La Forestoise            | Vorst        | 10 |
| 44           | RAEC Mons                    | Bergen       | 11 |
| 26           | RUS Tournaisienne            | Doornik      | 12 |
| 2300         | SK Beveren-Waas              | Beveren      | 13 |
| 211          | KFC Vigor Hamme              | Hamme        | 14 |
| 31           | KVG Oostende                 | Oostende     | 15 |
| 239          | R. Excelsior AC Sint-Niklaas | Sint-Niklaas | 16 |

## Eindstanden
| Legende                                |
| -------------------------------------- |
| Kampioen + promotie naar Tweede Klasse |
| Degradatie naar Vierde Klasse          |

### Derde Klasse A
|   |    |                        | P  | W  | G  | V  | +  | -  | DS  | Ptn |
| - | -- | ---------------------- | -- | -- | -- | -- | -- | -- | --- | --- |
| K | 1  | KFC Herentals          | 30 | 17 | 10 | 3  | 63 | 28 | 35  | 44  |
|   | 2  | VV Patro Eisden        | 30 | 16 | 8  | 6  | 76 | 48 | 28  | 40  |
|   | 3  | K. Tongerse SV Cercle  | 30 | 16 | 7  | 7  | 70 | 51 | 19  | 39  |
|   | 4  | RFC Sérésien           | 30 | 15 | 6  | 9  | 56 | 41 | 15  | 36  |
|   | 5  | UR Namur               | 30 | 14 | 6  | 10 | 61 | 49 | 12  | 34  |
|   | 6  | KFC Turnhout           | 30 | 12 | 9  | 9  | 48 | 43 | 5   | 33  |
|   | 7  | K. Willebroekse SV     | 30 | 14 | 5  | 11 | 69 | 59 | 10  | 33  |
|   | 8  | K. Tubantia FC         | 30 | 12 | 8  | 10 | 48 | 43 | 5   | 32  |
|   | 9  | Voorwaarts Tienen      | 30 | 10 | 9  | 11 | 46 | 55 | -9  | 29  |
|   | 10 | R. Stade Louvaniste    | 30 | 11 | 6  | 13 | 43 | 53 | -10 | 28  |
|   | 11 | RFC Bressoux           | 30 | 11 | 5  | 14 | 54 | 61 | -7  | 27  |
|   | 12 | AS Herstalienne SR     | 30 | 10 | 5  | 15 | 48 | 54 | -6  | 25  |
|   | 13 | K. Daring Club Leuven  | 30 | 9  | 6  | 15 | 53 | 65 | -12 | 24  |
|   | 14 | R. Racing FC Montegnée | 30 | 8  | 6  | 16 | 47 | 66 | -19 | 22  |
| D | 15 | K. Patria FC Tongeren  | 30 | 4  | 10 | 16 | 39 | 73 | -34 | 18  |
| D | 16 | R. Stade Waremmien     | 30 | 4  | 8  | 18 | 26 | 58 | -32 | 16  |

P: wedstrijden gespeeld, W: wedstrijden gewonnen, G: gelijke spelen, V: wedstrijden verloren, +: gescoorde doelpunten, -: doelpunten tegen, DS: doelsaldo, Ptn: totaal punten
 K: kampioen en promotie, D: degradatie naar vierde klasse

### Derde Klasse B
|   |    |                              | P  | W  | G  | V  | +  | -  | DS  | Ptn |
| - | -- | ---------------------------- | -- | -- | -- | -- | -- | -- | --- | --- |
| K | 1  | RRC Tournaisien              | 30 | 19 | 4  | 7  | 66 | 41 | 25  | 42  |
|   | 2  | KSC Eendracht Aalst          | 30 | 17 | 6  | 7  | 60 | 27 | 33  | 40  |
|   | 3  | RCS Brugeois                 | 30 | 17 | 6  | 7  | 62 | 32 | 30  | 40  |
|   | 4  | KAV Dendermonde              | 30 | 16 | 7  | 7  | 57 | 29 | 28  | 39  |
|   | 5  | KSV Waregem                  | 30 | 14 | 9  | 7  | 67 | 45 | 22  | 37  |
|   | 6  | RAA Louviéroise              | 30 | 16 | 5  | 9  | 55 | 40 | 15  | 37  |
|   | 7  | RFC Renaisien                | 30 | 12 | 10 | 8  | 61 | 49 | 12  | 34  |
|   | 8  | RCS de Schaerbeek            | 30 | 13 | 6  | 11 | 47 | 51 | -4  | 32  |
|   | 9  | RCS Boussu-Bois              | 30 | 9  | 9  | 12 | 40 | 51 | -11 | 27  |
|   | 10 | RCS La Forestoise            | 30 | 10 | 6  | 14 | 53 | 50 | 3   | 26  |
|   | 11 | RAEC Mons                    | 30 | 11 | 4  | 15 | 45 | 55 | -10 | 26  |
|   | 12 | RUS Tournaisienne            | 30 | 10 | 5  | 15 | 36 | 61 | -25 | 25  |
|   | 13 | SK Beveren-Waas              | 30 | 7  | 8  | 15 | 42 | 64 | -22 | 22  |
|   | 14 | KFC Vigor Hamme              | 30 | 8  | 5  | 17 | 46 | 65 | -19 | 21  |
| D | 15 | KVG Oostende                 | 30 | 4  | 9  | 17 | 35 | 66 | -31 | 17  |
| D | 16 | R. Excelsior AC Sint-Niklaas | 30 | 4  | 7  | 19 | 37 | 83 | -46 | 15  |

P: wedstrijden gespeeld, W: wedstrijden gewonnen, G: gelijke spelen, V: wedstrijden verloren, +: gescoorde doelpunten, -: doelpunten tegen, DS: doelsaldo, Ptn: totaal punten
 K: kampioen en promotie, D: degradatie naar vierde klasse

## Promoverende teams
De twee kampioenen promoveerden naar Tweede klasse 1955-56 op het eind van het seizoen:
- KFC Herentals (kampioen reeks A) promoveerde na 3 seizoenen terug naar 2e nationale.
- RRC Tournaisien (kampioen reeks B) promoveerde na 6 seizoenen terug naar 2e nationale.

## Degraderende teams
Volgende 4 clubs degradeerden naar Vierde Klasse 1955-56:
| stamnummer | Club                         | Klassement  | S3                             |
| ---------- | ---------------------------- | ----------- | ------------------------------ |
| 31         | KVG Oostende                 | 15e reeks B | 4                              |
| 71         | K. Patria FC Tongeren        | 15e reeks A | 23 (waarvan 3 in 2e nationale) |
| 190        | R. Stade Waremmien           | 16e reeks A | 24 (waarvan 8 in 2e nationale) |
| 239        | R. Excelsior AC Sint-Niklaas | 16e reeks B | 2                              |

S3: Onafgebroken aantal seizoenen in 3e nationale of hoger op moment van degradatie
1926/27 · 1927/28 · 1928/29 · 1929/30 · 1930/31 · 1931/32 · 1932/33 · 1933/34 · 1934/35 · 1935/36 · 1936/37 · 1937/38 · 1938/39 · 1939/40 · 1940/41 · 1941/42 · 1942/43 · 1943/44 · 1944/45 · 1945/46 · 1946/47 · 1947/48 · 1948/49 · 1949/50 · 1950/51 · 1951/52 · 1952/53 · 1953/54 · 1954/55 · 1955/56 · 1956/57 · 1957/58 · 1958/59 · 1959/60 · 1960/61 · 1961/62 · 1962/63 · 1963/64 · 1964/65 · 1965/66 · 1966/67 · 1967/68 · 1968/69 · 1969/70 · 1970/71 · 1971/72 · 1972/73 · 1973/74 · 1974/75 · 1975/76 · 1976/77 · 1977/78 · 1978/79 · 1979/80 · 1980/81 · 1981/82 · 1982/83 · 1983/84 · 1984/85 · 1985/86 · 1986/87 · 1987/88 · 1988/89 · 1989/90 · 1990/91 · 1991/92 · 1992/93 · 1993/94 · 1994/95 · 1995/96 · 1996/97 · 1997/98 · 1998/99 · 1999/00 · 2000/01 · 2001/02 · 2002/03 · 2003/04 · 2004/05 · 2005/06 · 2006/07 · 2007/08 · 2008/09 · 2009/10 · 2010/11 · 2011/12 · 2012/13 · 2013/14 · 2014/15· 2015/16
Nationaal voetbal · Regionaal voetbal · Provinciaal voetbal · KBVB · Nationaal voetbalelftal · Nationaal dameselftal
Belgisch nationaal voetbal
Eerste klasse A · Eerste klasse B · Eerste nationale · Beker van België · Belgische Supercup
Super League · Eerste klasse (vrouwen) · Tweede klasse (vrouwen) · Beker van België (vrouwen) · Belgische Supercup (vrouwen)